# Matoh Butu
Pour les articles homonymes, voir Butu.
Matoh Butu (ou Mator Butu) est un village du Cameroun situé dans le département de la Meme et la Région du Sud-Ouest. Il fait partie de la commune de Konye.

## Population
Le village comptait 555 habitants en 1967, pour la plupart des Mbonge, du groupe Oroko. 
Lors du recensement de 2005, la population s'élevait à 2 349 personnes.

## Enseignement
La localité dispose d'un CETIC (Collège d'enseignement technique) anglophone.